# Fritz Julius Kuhn

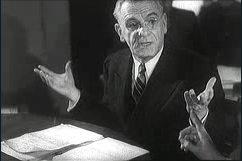
Fritz Julius Kuhn

Fritz Julius Kuhn (n. 15 mai 1896, München, Imperiul German – d. 14 decembrie 1951, München, RFG), a fost un activist nazist antisemit, conducătorul controversat al organizației German American Bund în anii 1930. 
Kuhn s-a născut la München, părinții săi fiind Georg Kuhn și Julia Jutyna Beuth. În decursul Primului Război Mondial a luptat în armata germană ca ofițer de infanterie cu gradul de locotenent. După Primul Război Mondial a absolvit facultatea de chimie la Universitatea din München, în domeniul de inginerie chimică. 
A emigrat în Mexic și de acolo în Statele Unite ale Americii, unde a obținut cetățenia americană prin naturalizare. În 1937 a devenit conducătorul organizației German American Bund, care a dus o activitate antisemită, pronazistă și progermană. Kuhn a fost găsit vinovat de furtul a 14.000 $ din fondurile organizației German American Bund. 
În 1943 i-a fost retrasă cetățenia americană, a fost arestat și deportat în Germania, iar în 1949 a fost condamnat la doi ani de detenție de un tribunal de denazificare din München. A decedat în 1951 în condiții de izolare și pauperitate.